# Pristimantis deinops
Pristimantis deinops es una especie de anfibio anuro de la familia Craugastoridae.

## Distribución
Esta especie es endémica del departamento de Valle del Cauca en Colombia. Habita entre los 1750 y 2600 m de altitud en el lado occidental de la Cordillera Occidental.

## Publicación original
- Lynch, 1996 : New frogs of the genus Eleutherodactylus (family Leptodactylidae) from the San Antonio region of the Colombian Cordillera Occidental. Revista de la Academia Colombiana de Ciencias Exactas Físicas y Naturales, vol. 20, n.º 77, p. 331-345.[5]